# Schwarzlosekulspruta
Schwarzlose är en österrikisk vattenkyld kulspruta som fungerar enligt principen tungt slutstycke. 
Vapnet konstruerades 1902 av tysken Andreas Wilhelm Schwarzlose. År 1907 antogs det av den österrikisk-ungerska armén under namnet 8 mm Maschinengewehr Schwarzlose M.7 och tillverkades av Österreichische Waffenfabrik-Gesellschaft i Steyr. Några år senare antog man en något modifierad M.7/12 med bland annat tyngre slutstycke. Kalibern var 8x50R Mannlicher och ammunitionen matades in i kulsprutan med tygband om 250 skott vardera. 
Under 1930-talet konverterades modell 7/12 till den tyska kalibern 8 × 57 IS, och användes sedan i stor utsträckning på östfronten under andra världskriget. 

## Kulspruta m/14
I Sverige antogs Schwarzlose kulspruta M.7/12 som 6,5 mm Kulspruta m/14, för licenstillverkning vid Carl Gustav Stads Gevärsfaktori. Vapnet anskaffades även av Nederländernas och Rumäniens arméer.
Armén i Sverige hade tidigare endast haft kulsprutor vid positionsartilleriet, och kulspruta m/14 infördes i samband med att kulsprutekompanier infördes vid infanteriregementena. Schwarzlose valdes främst för att den vid tillfället var den billigaste varianten.
Kulspruta m/14-29 är dock en hybrid där en Browning M1917 kombinerats med lavett och kylmantel från ksp m/14, själva kulsprutan är inte av Schwarzloses konstruktion.
Vid andra världskrigets utbrott fanns det omkring 2 000 kulspruta m/14 i Sverige. Med början 1943 kom dessa att föras över till Hemvärnet, där de från omkring 1960 ersattes med Kulspruta m/36.